# Pseudolynchia canariensis
Pseudolynchia canariensis är en tvåvingeart som först beskrevs av Pierre Justin Marie Macquart 1840.
Pseudolynchia canariensis ingår i släktet Pseudolynchia och familjen lusflugor. Inga underarter finns listade i Catalogue of Life.

## Bildgalleri

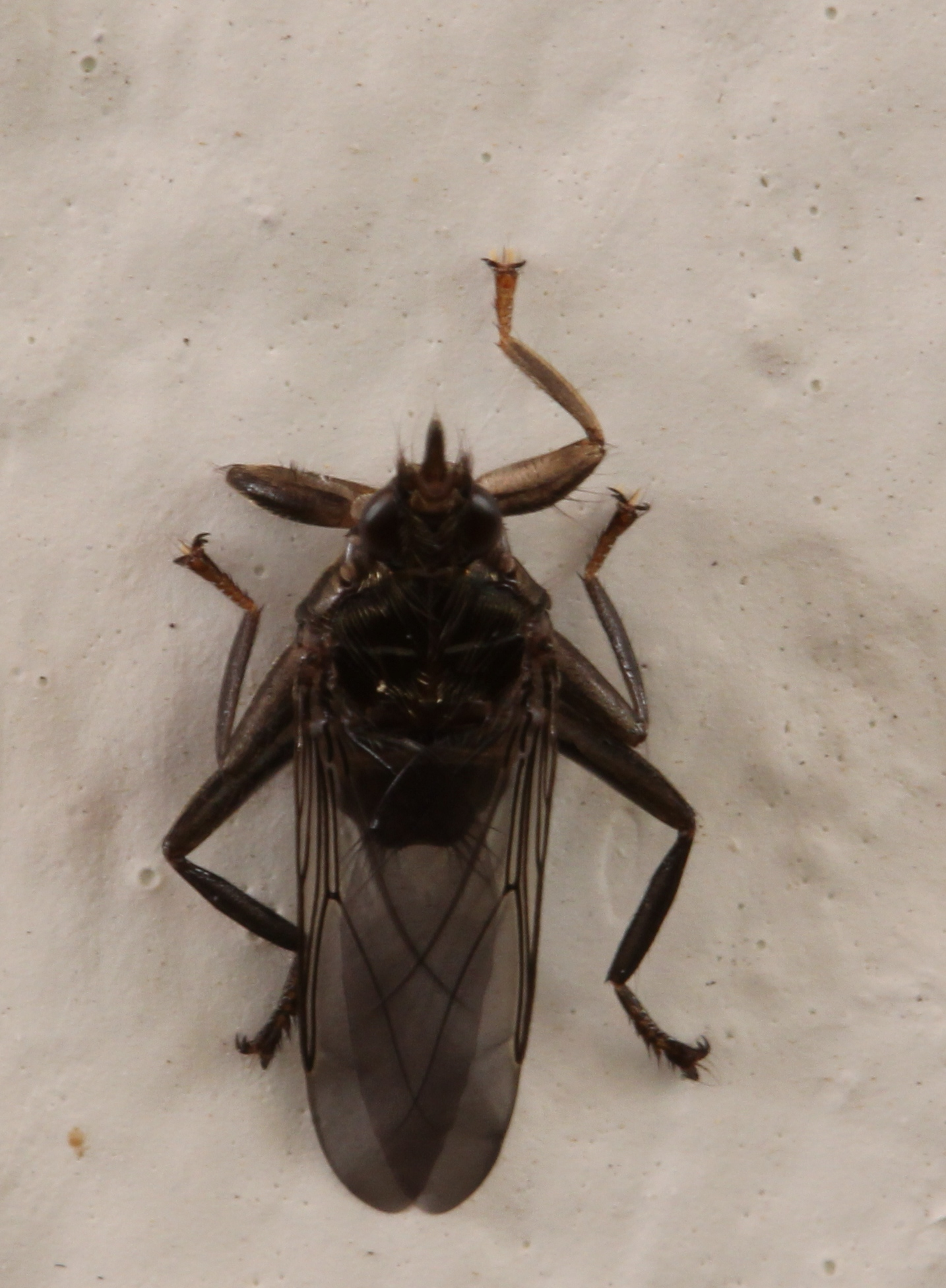
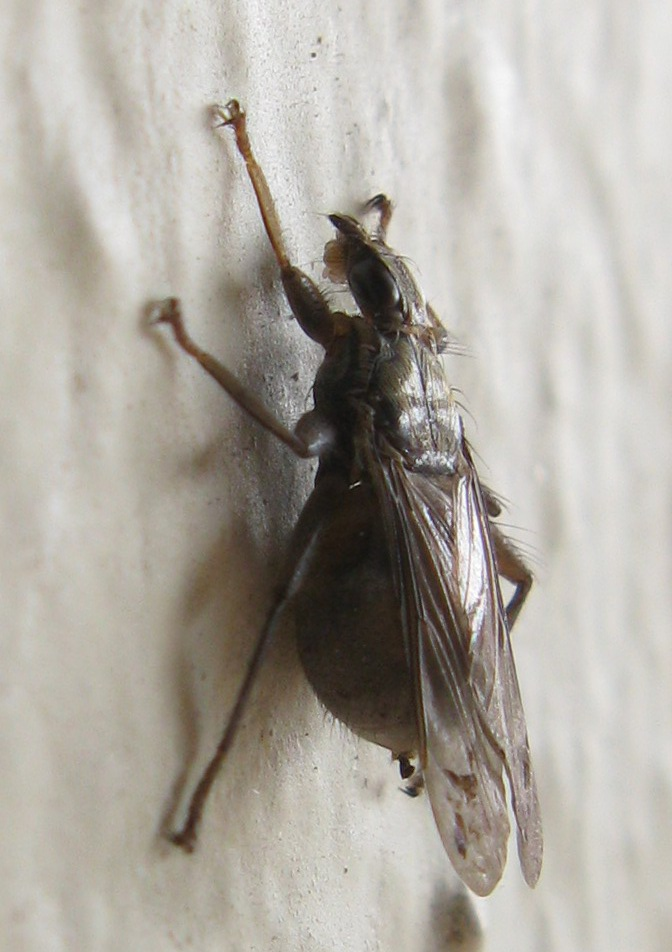
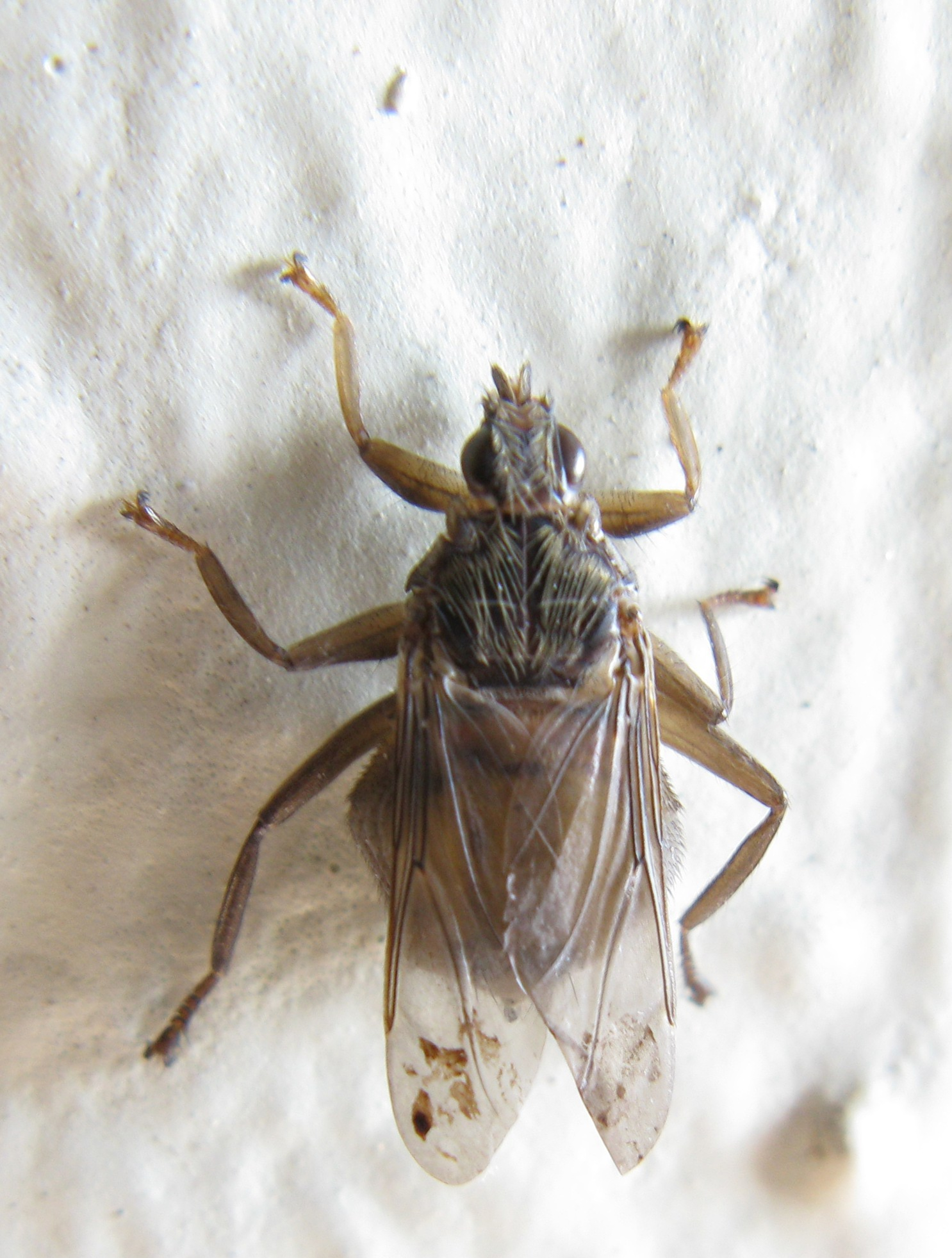
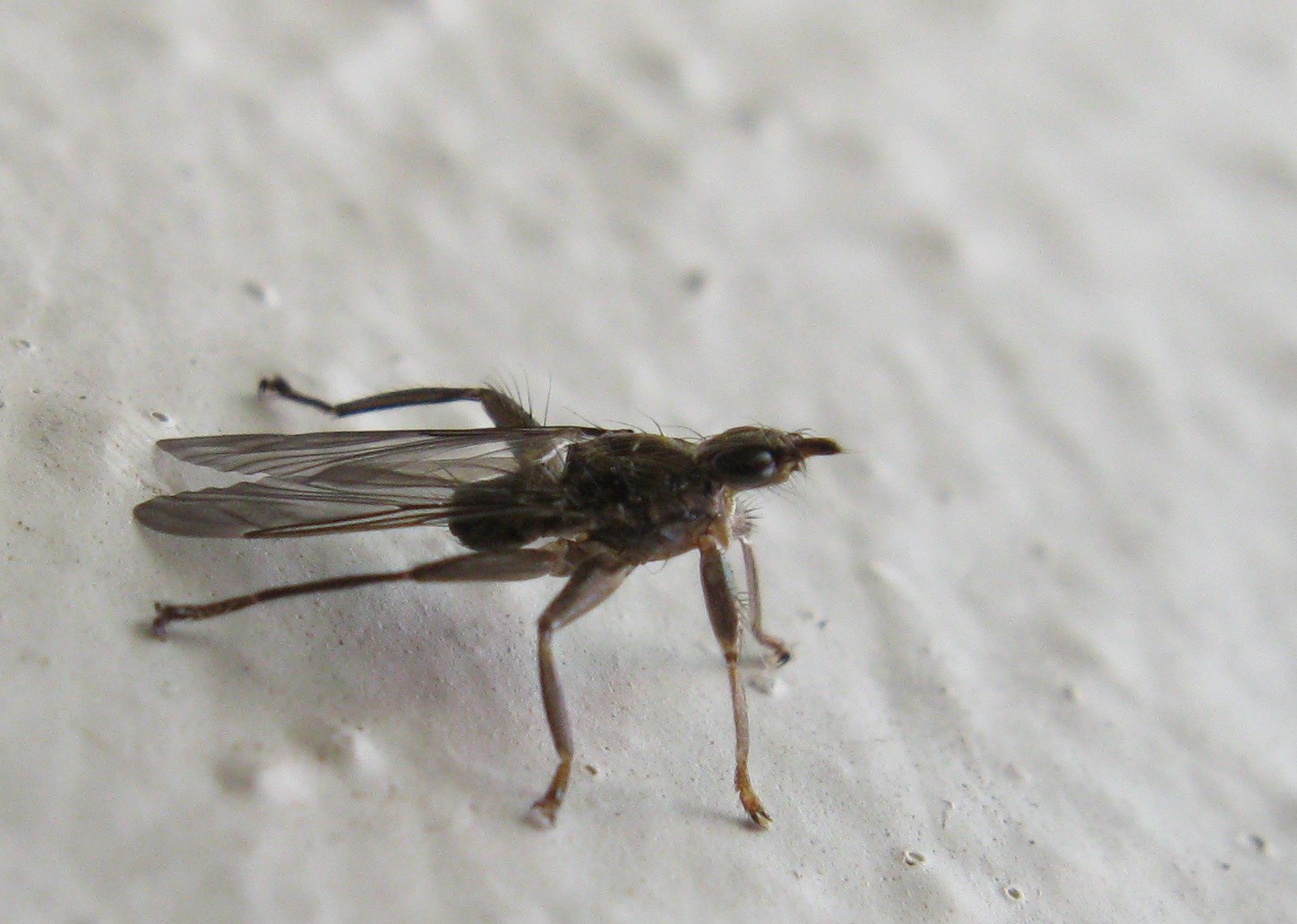